# SEAT Open 1996
SEAT Open 1996 — жіночий тенісний турнір, що проходив на закритих кортах з килимовим покриттям у Люксембургу (Люксембург). Належав до турнірів 3-ї категорії в рамках Туру WTA 1996. Турнір відбувся вперше і тривав з 21 до 27 жовтня 1996 року. Перша сіяна Анке Губер здобула титул в одиночному розряді.

## Фінальна частина

### Одиночний розряд
Анке Губер —  Каріна Габшудова 6–3, 6–0
- Для Губер це був 3-й титул за сезон і 10-й — за кар'єру.

### Парний розряд
Крісті Богерт /  Наталі Тозья —  Барбара Ріттнер /  Домінік Ван Рост 2–6, 6–4, 6–2
- Для Богерт це був 3-й титул за сезон і 3-й — за кар'єру. Для Тозья це був 2-й титул за сезон і 15-й — за кар'єру.